# King Animal
King Animal è il sesto album del gruppo statunitense dei Soundgarden, pubblicato nel 2012 dalla Universal Republic.

## Descrizione
L'album esce a sedici anni di distanza dal loro ultimo disco in studio, Down on the Upside, del 1996.

## Tracce
1. Been Away Too Long - 3:36 - Cornell, Shepherd
2. Non-State Actor - 3:57 - Thayil, Cornell, Shepherd
3. By Crooked Steps - 4:00 - Cameron, Shepherd, Thayil
4. A Thousand Days Before - 4:23 - Thayil
5. Blood on the Valley Floor - 3:48 - Thayil
6. Bones of Birds - 4:22 - Cornell
7. Taree - 3:38 - Shepherd
8. Attrition - 2:52 - Shepherd
9. Black Saturday - 3:29 - Cornell
10. Halfway There - 3:16 - Cornell
11. Worse Dreams - 4:53 - Cornell
12. Eyelid's Mouth - 4:39 - Cameron, Cornell
13. Rowing - 4:12 - Cornell, Shepherd

## Formazione
Gruppo
- Chris Cornell - voce, chitarra, pianoforte (traccia 6), mandolino (traccia 7)
- Kim Thayil - chitarra, mandolino (traccia 4)
- Ben Shepherd - basso; cori (traccia 8), chitarra aggiuntiva (traccia 7)
- Matt Cameron - batteria, percussioni; cori (traccia 8), sintetizzatore (tracce 5 e 12)

Altri musicisti
- Adam Kasper - pianoforte (traccia 6), tambura (traccia 4)
- Jeff McGrath - tromba (tracce 4 e 9)
- Greg Powers - tenor e bass trombone (tracce 4 e 9)
- Brad Stevens - tenor e baritone sassofono (traccia 9)
- Bubba Dupree - chitarra aggiuntiva (traccia 8)
- Bullet - voce aggiuntivo (traccia 9)
- Mike McCready - chitarra aggiuntiva (traccia 12)